# Isopropoxid hlinitý
Isopropoxid hlinitý je organická sloučenina patřící mezi alkoxidy, používaná v organické syntéze.

## Struktura
Krystaliucký isopropoxid hlinitý má, jak bylo zjištěno NMR spektroskopií a rentgenovou krystalografií, tetramerní strukturu, popsatelnou vzorcem Al[(μ-O-i-Pr)2Al(O-i-Pr)2]3. Jedno Al centrum je oktaedrické a zbylá tři zaujímají tetraedrickou geometrii. Idealizovaná grupa symetrie je D3.

## Výroba
Isopropoxid hlinitý se připravuje reakcí isopropylalkoholu s kovovým hliníkem nebo chloridem hlinitým,
2 Al + 6 iPrOH → 2 Al(O-i-Pr)3 +3H2
AlCl3 + 3 iPrOH → Al(O-i-Pr)3 + 3 HCl
přitom se zahřívá směs hliníku, isopropylalkoholu, a malého množství chloridu rtuťnatého; někdy se také přidává katalytické množství jodu, sloužícího ke spuštení reakce. V průběhu procesu se tvoří hliníkový amalgám. V průmyslové výrobě se rtuť nepoužívá.

## Reakce
Isopropoxid hlinitý se používá při Meerweinových–Ponndorfových–Verleyových redukcích ketonů a aldehydů a v Oppenauerových oxidacích sekundárních alkoholů; v těchto reakcích dochází k rozpadu tetramerních shluků.
Tato látka je reaktantem také v Tiščenkových reakcích.
Al(O-i-Pr)3 byl také zkoumán jako možný katalyzátor polymerizací cyklických esterů.

## Podobné sloučeniny
- Fenolát hlinitý
- Terc-butoxid hlinitý se vyskytuje jako dimer [(t-Bu-O)2Al(μ-O-t-Bu)]2.[7] Jeho příprava je podobná jako u isopropoxidu.[8]